# Анархизм в Монако
Анархизм в Монако – движение анархизма в Монако, в основном в конце XIX — начале XX века. Состояло из протестов и шествий рабочих. Однако, оно не имело достаточной силы, чтобы сильно повлиять на политику государства. Монако - княжество, ранее находившееся под абсолютным правлением дома Гримальди, с 1911 года являющееся конституционной монархией, расположено на Французской Ривьере в Западной Европе. Город-государство и карликовое государство граничит исключительно с Францией и Средиземным морем.

## История
В марте 1894 года премьер-министр Италии Франческо Криспи согласился помочь правительству Монако в слежке за политическими радикалами. Криспи, сам бывший участник восстания, направил конфиденциального информатора для наблюдения за сообществом итальянских анархистов, проживающих в стране. Все расходы были оплачены Монако. В том же году премьер-министр ввел армию и объявил осадное положение на Сицилии, чтобы подавить частично возглавляемую анархистами Fasci Siciliani, попутно подавив восстание анархистской солидарности в Луниджиане. Всего несколько месяцев спустя, в июне, анархисты безуспешно пытались застрелить самого Криспи и убили президента Мари Франсуа Сади Карно.
Выдающийся индивидуалистический анархист Бенджамин Такер переехал из США сначала во Францию, а затем в Монако, после того как в 1908 году в результате пожара в его книжном магазине в Нью-Йорке он потерял незастрахованное печатное оборудование и 30-летний запас книг и брошюр. Во время пожара его партнерша Перл Джонсон — на 25 лет младше его — была беременна их дочерью, Ориоль Такер. Такер переехал в Монако, где выросла его дочь, чтобы лучше использовать доход от вложенного наследства. В этом городе-государстве он провел большую часть своей жизни, в основном находясь на почти полной политической пенсии.
Такер умер в Монако в 1939 году в окружении своей семьи. Его дочь, Ориоль, сообщала: «Отношение отца к коммунизму не изменилось ни на йоту, как и к религии… В последние месяцы жизни он вызвал французскую домработницу. „Я хочу, чтобы она, — сказал он, — была свидетелем того, что на смертном одре я не откажусь от своих слов. Я не верю в Бога!“».
Лео Ферре (1916—1993) родился и, частично, учился в Монако. Монегасский поэт, композитор и динамичный и противоречивый живой исполнитель, он стал очень известным певцом протеста во Франции, выпустив около сорока альбомов и множество успешных синглов на протяжении своей карьеры. Будучи убежденным анархистом, Ферре часто исполнял остро политические песни, в которых бунт сочетался с любовью и меланхолией. Хотя большую часть своей жизни он провел вдали от места рождения, он несколько раз возвращался жить в Монако, а в 1993 году был похоронен там.